# Beerenberg
De Beerenberg op het Noorse eiland Jan Mayen is 's werelds noordelijkste actieve vulkaan en de enige actieve vulkaan op Noors grondgebied, met een hoogte van 2277 m. De vulkaan ligt in het noordoosten van Jan Mayen en was in 1985 voor het laatst actief.
De naam is begin 17e eeuw door Nederlandse walvisvaarders aan de berg gegeven, vermoedelijk vanwege de ijsberen die zij rondom de berg signaleerden.  
Op de hellingen liggen twee gletsjers, die genoemd lijken te zijn naar Noorse componisten, maar dat in werkelijkheid niet zijn:
- Aan de oostzijde ligt de Grieggletsjer (Griegbreen). Deze is niet genoemd naar Edward Grieg, maar naar Joachim Grieg (1849-1932), in 1877 deel uitmakend van Noorse expeditie en later parlementslid; Joachim was een verre neef van Edward;
- Aan de westzijde ligt de Kjerulfgletsjer (Kjerulfbreen). Die is niet genoemd naar Halfdan Kjerulf, maar naar de geoloog Theodor Kjerulf (1825-1888)

## Afbeeldingen

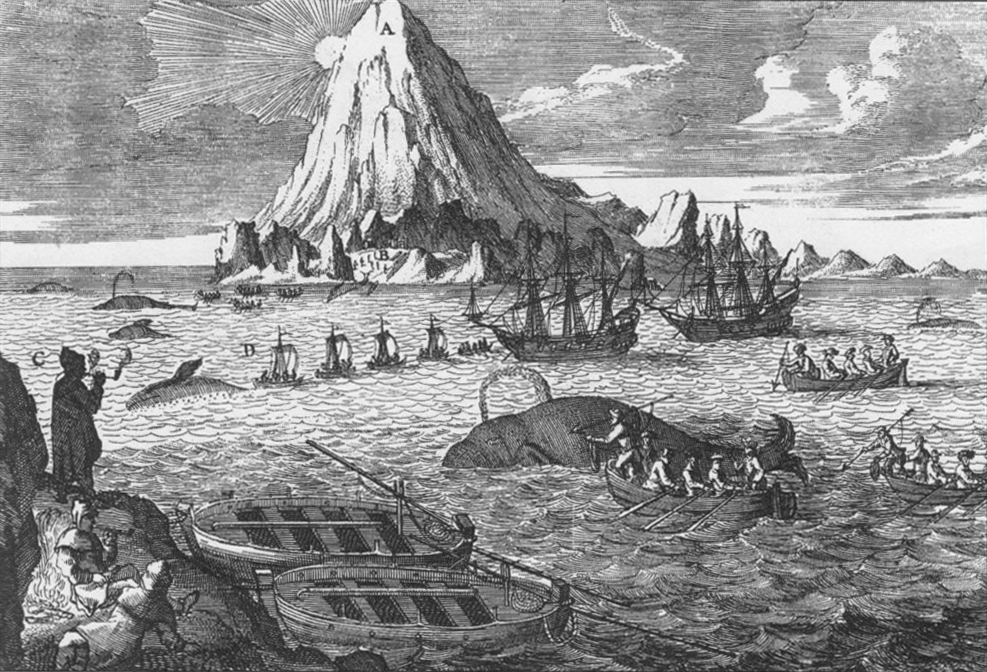
Gravure uit de 18e eeuw met Nederlandse walvisvaarders jagend op Groenlandse walvissen bij Jan Mayen. Op de achtergrond is Beerenberg te zien.
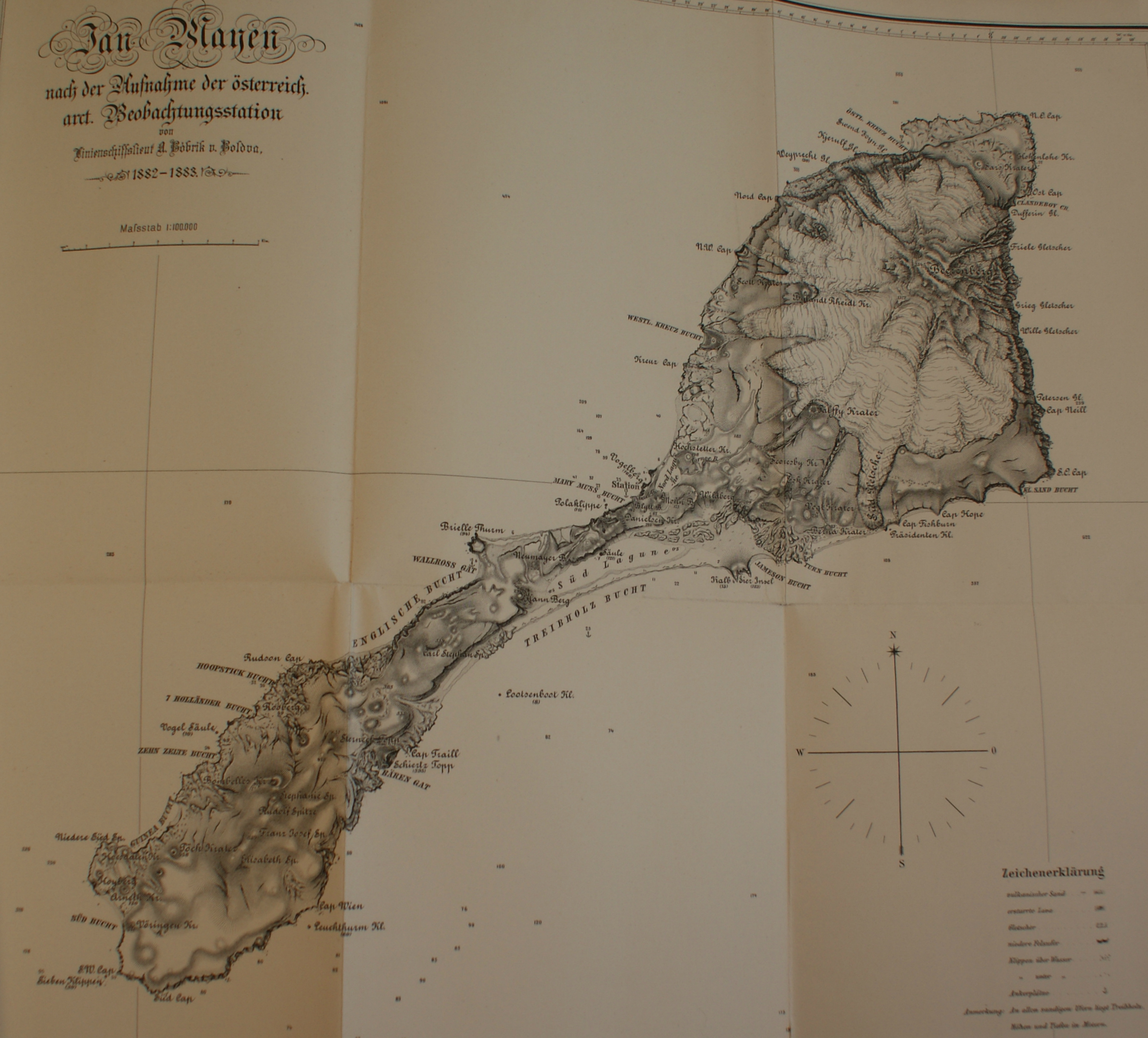
Oostenrijkse kaart uit de jaren 1880
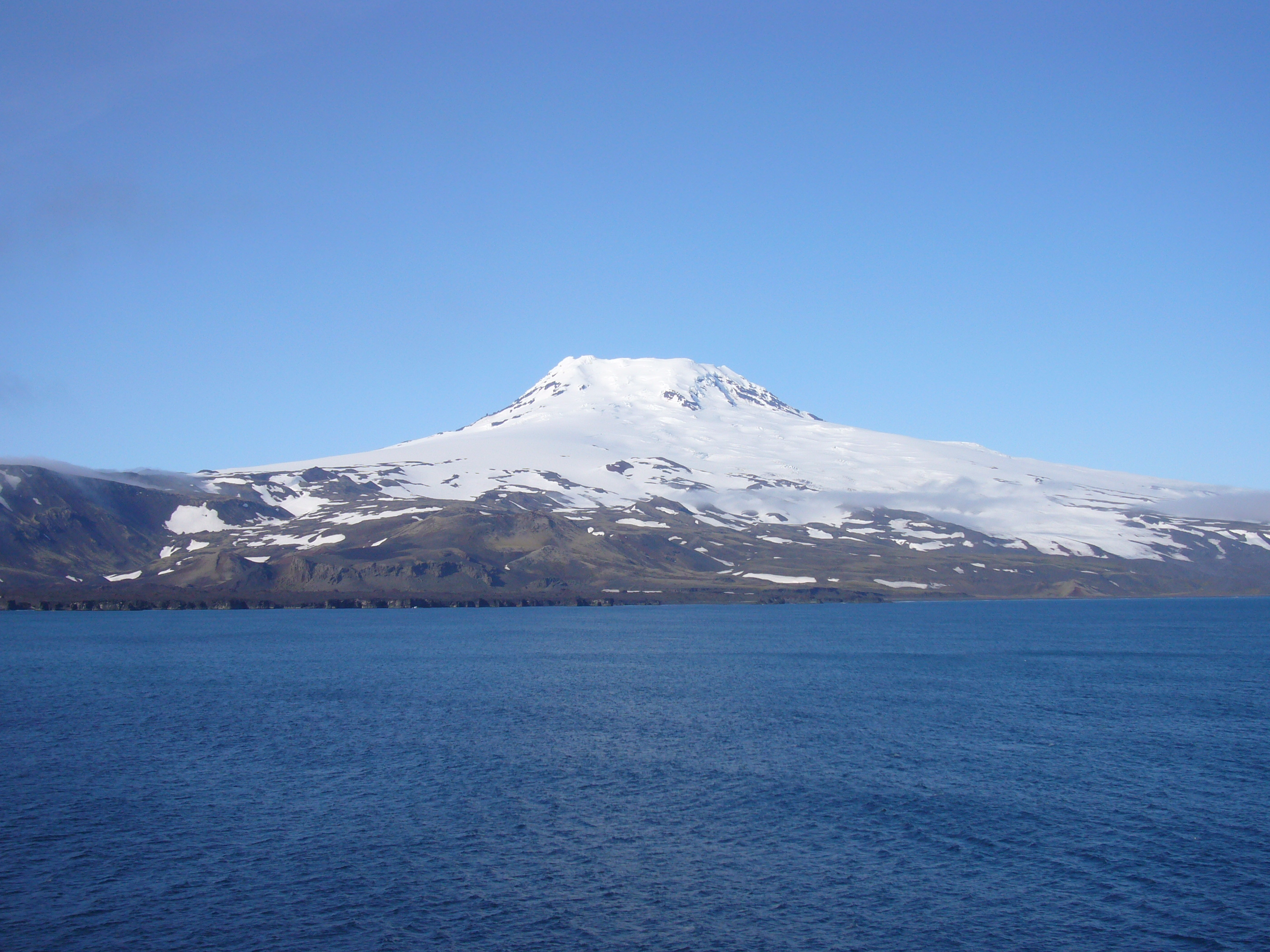